# Ilija Ivić
Pour les articles homonymes, voir Ivić.
Ilija Ivić (né le 17 février 1971 à Zrenjanin en Yougoslavie (aujourd'hui en Serbie) est un footballeur serbe, attaquant de l'Étoile Rouge de Belgrade et de l'équipe de RF Yougoslavie dans les années 1990. Il est le grand frère de Vladimir Ivić.
Ivić n'a marqué aucun but lors de son unique sélection avec l'équipe de RF Yougoslavie en 1998. 

## Carrière
- 1988-91 : Proleter Zrenjanin  Yougoslavie
- 1991-94 : FK Étoile rouge de Belgrade  RF Yougoslavie
- 1994-99 : Olympiakos Le Pirée  Grèce
- 1999-00 : Torino Calcio  Italie
- 2001 : Aris FC  Grèce
- 2002-04 : AEK Athènes FC  Grèce

## Palmarès

### En équipe nationale
- 1 sélection et aucun but avec l'équipe de RF Yougoslavie en 1998.

### Avec l'Étoile rouge de Belgrade
- Vainqueur du Championnat de Yougoslavie en 1992.
- Vainqueur de la Coupe de Yougoslavie en 1993.

### Avec l'Olympiakos Le Pirée
- Vainqueur du Championnat de Grèce en 1997, 1998 et 1999.
- Vainqueur de la Coupe de Grèce en 1999.

### Avec l'AEK Athènes
- Vainqueur de la Coupe de Grèce en 2002.